# 32. Festiwal Polskich Filmów Fabularnych w Gdyni
32. Festiwal Polskich Filmów Fabularnych w Gdyni odbył się w dniach 17–22 września 2007 roku.

## Werdykt w konkursie głównym

### Film
| Nagroda                | Zwycięzca             | Reżyser            |
| ---------------------- | --------------------- | ------------------ |
| Złote Lwy              | Sztuczki              | Andrzej Jakimowski |
| Nagroda Specjalna Jury | Ogród Luizy           | Maciej Wojtyszko   |
|                        | U Pana Boga w ogródku | Jacek Bromski      |

### Aktorzy
| Nagroda                      | Zwycięzca          | Film                                     |
| ---------------------------- | ------------------ | ---------------------------------------- |
| Pierwszoplanowa rola męska   | Robert Więckiewicz | Wszystko będzie dobrze i Świadek koronny |
| Pierwszoplanowa rola kobieca | Danuta Szaflarska  | Pora umierać                             |
| Drugoplanowa rola męska      | Zbigniew Stryj     | Benek                                    |
| Drugoplanowa rola kobieca    | Sonia Bohosiewicz  | Rezerwat                                 |
| Debiut aktorski              | Joanna Kulig       | Środa, czwartek rano                     |
| Specjalna Nagroda Aktorska   | Julia Pietrucha    | Jutro idziemy do kina                    |
|                              | Marcin Dorociński  | Ogród Luizy                              |

### Reżyseria
| Nagroda           | Zwycięzca          | Film                   |
| ----------------- | ------------------ | ---------------------- |
| Najlepszy reżyser | Tomasz Wiszniewski | Wszystko będzie dobrze |
| Debiut reżyserski | Łukasz Palkowski   | Rezerwat               |

### Scenariusz
- Jerzy Stuhr za Korowód

### Zdjęcia
- Adam Bajerski za Sztuczki

### Muzyka
- Michał Lorenc za Wszystko będzie dobrze

### Kostiumy
- Magdalena Biedrzycka i Andrzej Szenajch za Jutro idziemy do kina

### Scenografia
- Magdalena Dipont za Jutro idziemy do kina

### Montaż
- Paweł Witecki za Rezerwat

### Dźwięk
- Marcin Kasiński, Kacper Habisiak i Michał Pajdiak za Pora umierać

## Nagrody pozaregulaminowe

### Nagroda Publiczności
- Rezerwat, reż. Łukasz Palkowski

### Złoty Klakier – Nagroda Radia Gdańsk dla najdłużej oklaskiwanego filmu
- Pora umierać reż. Dorota Kędzierzawska (czas: prawie 8 minut)

### Nagroda Dziennikarzy
- Pora umierać reż. Dorota Kędzierzawska
- Rezerwat reż. Łukasz Palkowski

### Nagroda Prezesa SFP
- Aleja gówniarzy reż. Piotr Szczepański

### Nagroda Prezesa TVP
- Danuta Szaflarska
- Sonia Bohosiewicz

### Nagroda Rady Programowej TVP
- Jutro idziemy do kina reż. Michał Kwieciński

### Don Kichot – Nagroda Polskiej Federacji Dyskusyjnych Klubów Filmowych
- Jutro idziemy do kina reż. Michał Kwieciński

### Nagroda organizatorów festiwali polskich filmów fabularnych za granicą
- Sztuczki reż. Andrzej Jakimowski

### Bursztynowe Lwy za najlepszą frekwencję
- Testosteron reż. Tomasz Konecki i Andrzej Saramonowicz

### Platynowe Lwy za całokształt twórczości
- Jerzy Kawalerowicz

## Konkurs główny

### Filmy zakwalifikowane
Aleja gówniarzy, reż. Piotr Szczepański
Benek, reż. Robert Gliński
Braciszek, reż. Andrzej Barański
Futro, reż. Tomasz Drozdowski
Hania, reż. Janusz Kamiński
Jasne błękitne okna, reż. Bogusław Linda
Jutro idziemy do kina, reż. Michał Kwieciński
Korowód, reż. Jerzy Stuhr
Na boso, reż. Piotr Matwiejczyk
Nadzieja, reż. Stanisław Mucha
Ogród Luizy, reż. Maciej Wojtyszko
Pora umierać, reż. Dorota Kędzierzawska
Rezerwat, reż. Łukasz Palkowski
Szklane usta, reż. Lech J. Majewski
Sztuczki, reż. Andrzej Jakimowski
Środa, czwartek rano, reż. Grzegorz Pacek
Świadek koronny, reż. Jacek Filipiak i Jarosław Sypniewski
Testosteron, reż. Tomasz Konecki i Andrzej Saramonowicz
U Pana Boga w ogródku, reż. Jacek Bromski
Wino truskawkowe, reż. Dariusz Jabłoński
Wszystko będzie dobrze, reż. Tomasz Wiszniewski
Z miłości, reż. Leszek Wosiewicz

### Skład jury
- Janusz Majewski, przewodniczący (reżyser)
- Andrzej Bartkowiak, reżyser i operator
- Stefan Chwin, pisarz
- Jerzy Gruza, reżyser
- Piotr Fudakowski, producent
- Dorota Ignaczak, scenograf
- Małgorzata Zajączkowska, aktorka, zastąpiła Krystynę Jandę

## Gala wręczenia nagród
Wręczenie nagród odbyło się 22 września w Teatrze Muzycznym w Gdyni.

## Konkurs kina niezależnego

### Filmy zakwalifikowane
53:15 Berek reż. Piotr Matysiak
Co się stało? reż. Christoph Galetzka
Gamoń reż. Krzysztof Ryczek
Gdyby oni mogą latać reż. Piotr Kajstura
Konrad reż. Cezary Albin
Łódka reż. Michał Szczęśniak
Manna reż. Hubert Gotkowski
Miejsce reż. Michał Biliński
Na cz@tach reż. Ben Talar
Nie panikuj! reż. Bodo Kox
Raj za daleko reż. Radosław Markiewicz
Sarnie żniwo, czyli pokusa statuetkowego szlaku reż. Bartosz Walaszek
Się masz Wiktor reż. Dariusz Dobrowolski
Swoimi słowami reż. Artur Pilarczyk
Teczki reż. Robert Wist
Testament reż. Andrzej Sipajła
The Silent Kill 2: Manhunt reż. Przemysław Drążek i Sebastian Wikaliński
W stepie szerokim reż. Abelard Giza
Zamknięci w celuloidzie reż. Władysław Sikora
Zazdrość w reż. Filip Rudnicki

### Skład jury
- Piotr Łazarkiewicz, reżyser (Przewodniczący Jury)
- Marta Siwek, producent festiwali kina niezależnego
- Jarek Kupść, reżyser, laureat zeszłorocznej edycji konkursu
- Tomasz Szafrański, reżyser
- Andrzej Wolf, operator filmowy

### Werdykt
Grand Prix:
Radosław Markiewicz za film Raj za daleko
Nagroda Specjalna Jury:
Bodo Kox za film Nie panikuj
Wyróżnienia:
Abelard Giza za film W stepie szerokim
Michał Szcześniak za film Łódka
Władysław Sikora za film Zamknięci w celuloidzie
Hubert Gotkowski za film Manna

## Pokazy specjalne

### Panorama Kina Polskiego
Ballada o Piotrowskim, reż. Rafał Kapeliński
Bardzo krótki strajk, reż. Grzegorz Królikiewicz
Pamiętasz mnie?,  reż. Piotr Matwiejczyk
Południe-Północ, reż. Łukasz Karwowski
Taxi A., reż. Marcin Korneluk
Tryptyk rzymski, reż. Marek Luzar

### Polonica
Straż nocna, reż. Peter Greenaway
Kochający, reż. Curtis Burz
Outlanders, reż. Dominic Lees
Ósmy dzień tygodnia, reż. Judit Elek
Inland Empire, reż. David Lynch
Looking For Palladin, reż. Andrzej Krakowski
Teah, reż. Hanna Slak

### Komedie wieczorową porą
Sezon na leszcza, reż. Bogusław Linda
Pogoda na jutro, reż. Jerzy Stuhr
U Pana Boga za piecem, reż. Jacek Bromski
Ciało, reż. Tomasz Konecki, Andrzej Saramonowicz
Statyści, reż. Michał Kwieciński